# سوبرصور

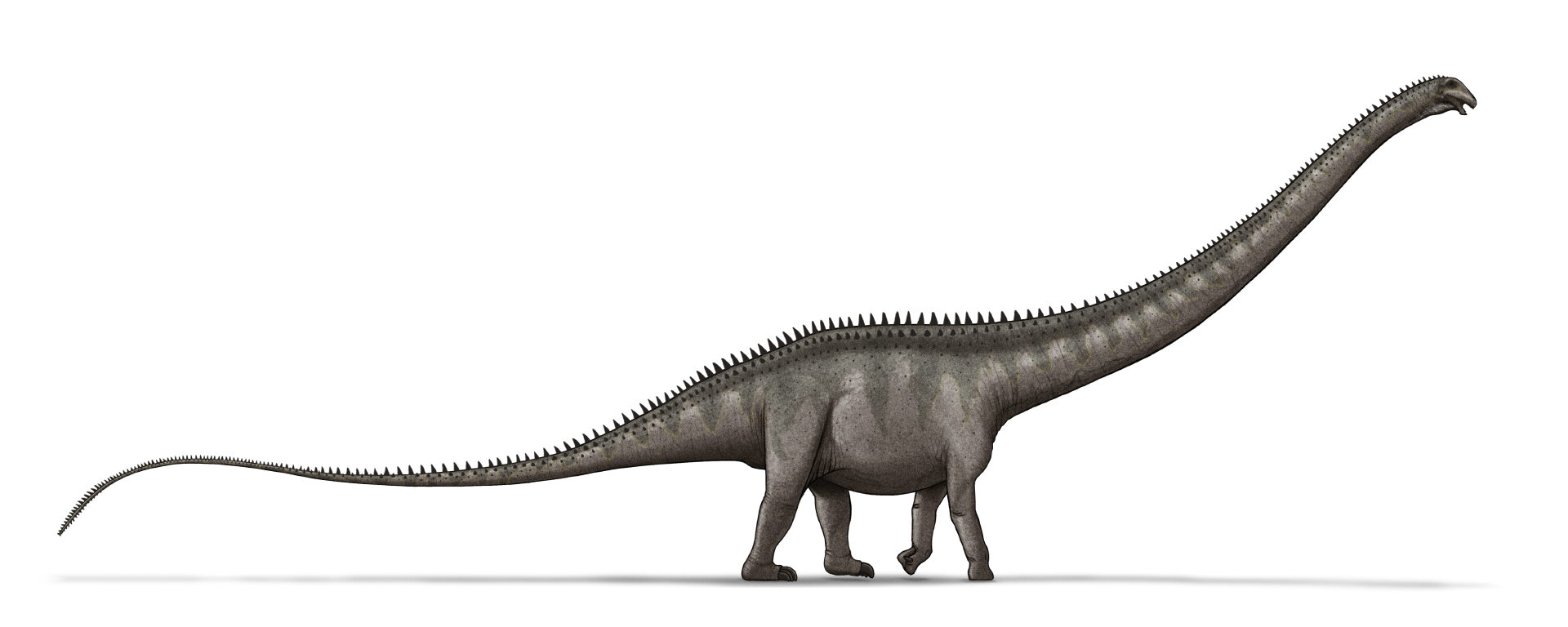
اعادة بناء السوبرصورس

السوبرصورس (Supersaurus) هو جنس من ديناصورات ديبلودوكسورات الصوروبودا، الاكتشاف الأول كان من قبل ڤيڤان چونز دلتا، كولورادو، في صخور الجوراسي المتأخر في وسط تكوين موريسون في كولورادو سنة 1972، ثم لاحقًا في البرتغال تحت اسم إس. لورينينينسيس، بقايا الحفريات جائت من عضو حوض كثيف في التكوين، يرجع تاريخها إلى 153 مليون سنة مضت.

## وصلات خارجية
- "Why do mass estimates vary so much?", by Mike Taylor, 27 August 2002. (see footnote)